# Sääksiluoto (ö i Satakunta, Björneborg, lat 61,73, long 21,70)
Sääksiluoto är en ö i Finland. Den ligger i sjön Uksjärvi och i kommunen Björneborg i den ekonomiska regionen  Björneborgs ekonomiska region  och landskapet Satakunta, i den sydvästra delen av landet, 240 km nordväst om huvudstaden Helsingfors. Öns area är 0,1 hektar och dess största längd är 50 meter i sydöst-nordvästlig riktning.